# Roze vleugelhoorn
De roze vleugelhoorn (Aliger gigas, synoniem: Tricornis gigas), ook wel carko, koninginnehoorn, koninginneschelp of grote kroonslak genoemd, is een in zee levende slakkensoort die behoort tot de familie Strombidae. Het vlees van deze soort werd onder andere in het Caribisch deel van het Koninkrijk der Nederlanden als vervanger van duur vlees veel gegeten.

## Voorkomen en verspreiding
De roze vleugelhoorn is een herbivoor die tot 350 mm lang kan worden en leeft in ondiep warm water op zandgronden en zeegrasvelden (sublitoraal). Deze soort komt steeds minder algemeen voor aan de zuidkust van de Verenigde Staten, het Caraïbisch gebied en de noordkust van Zuid-Amerika.

## Bedreiging
De soort is nog niet met uitsterven bedreigd maar is wel opgenomen in Bijlage II van het CITES-verdrag, een lijst met soorten die bedreigd kunnen worden als de handel in deze soorten niet nauw wordt gecontroleerd.

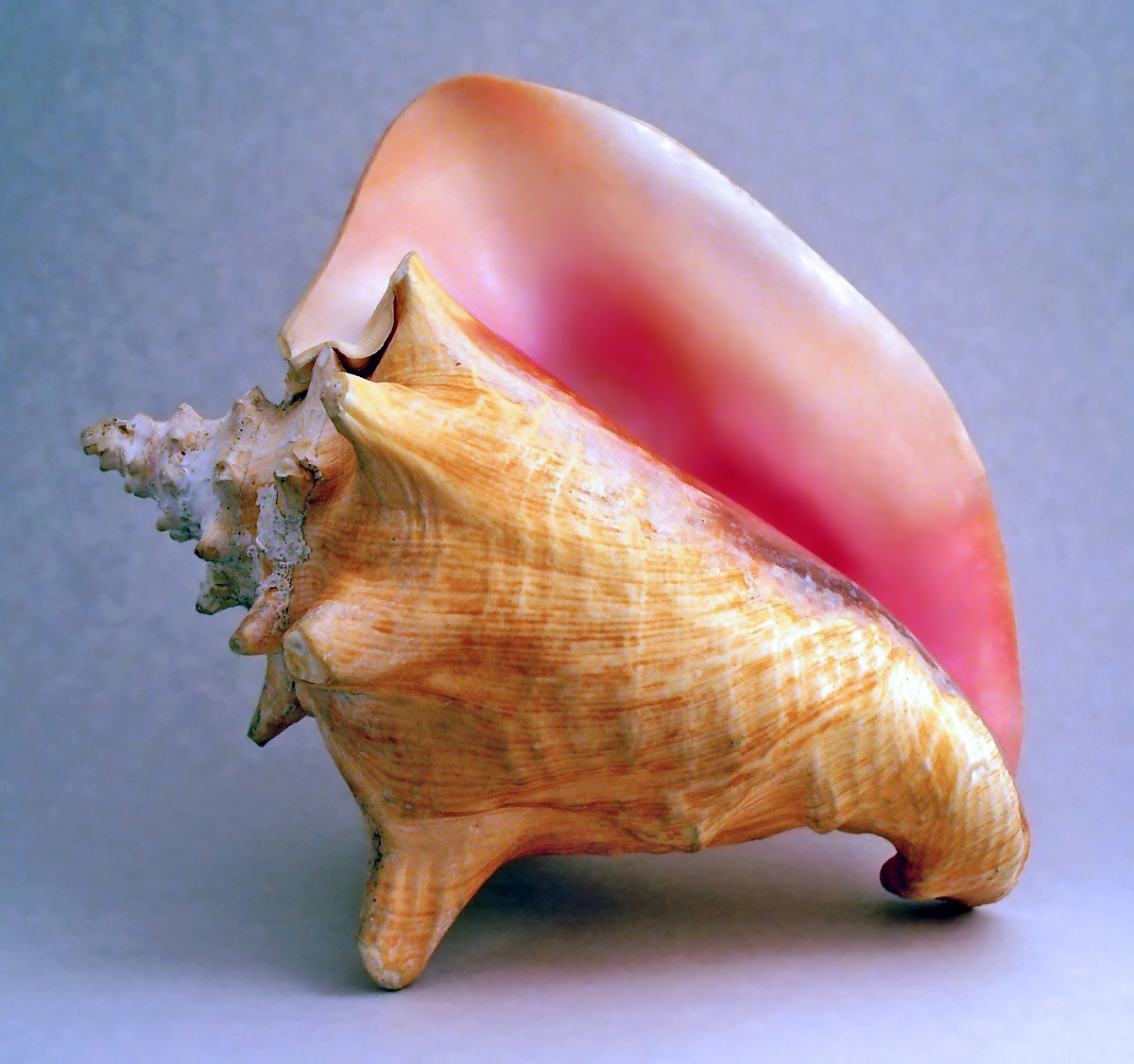
Schelp
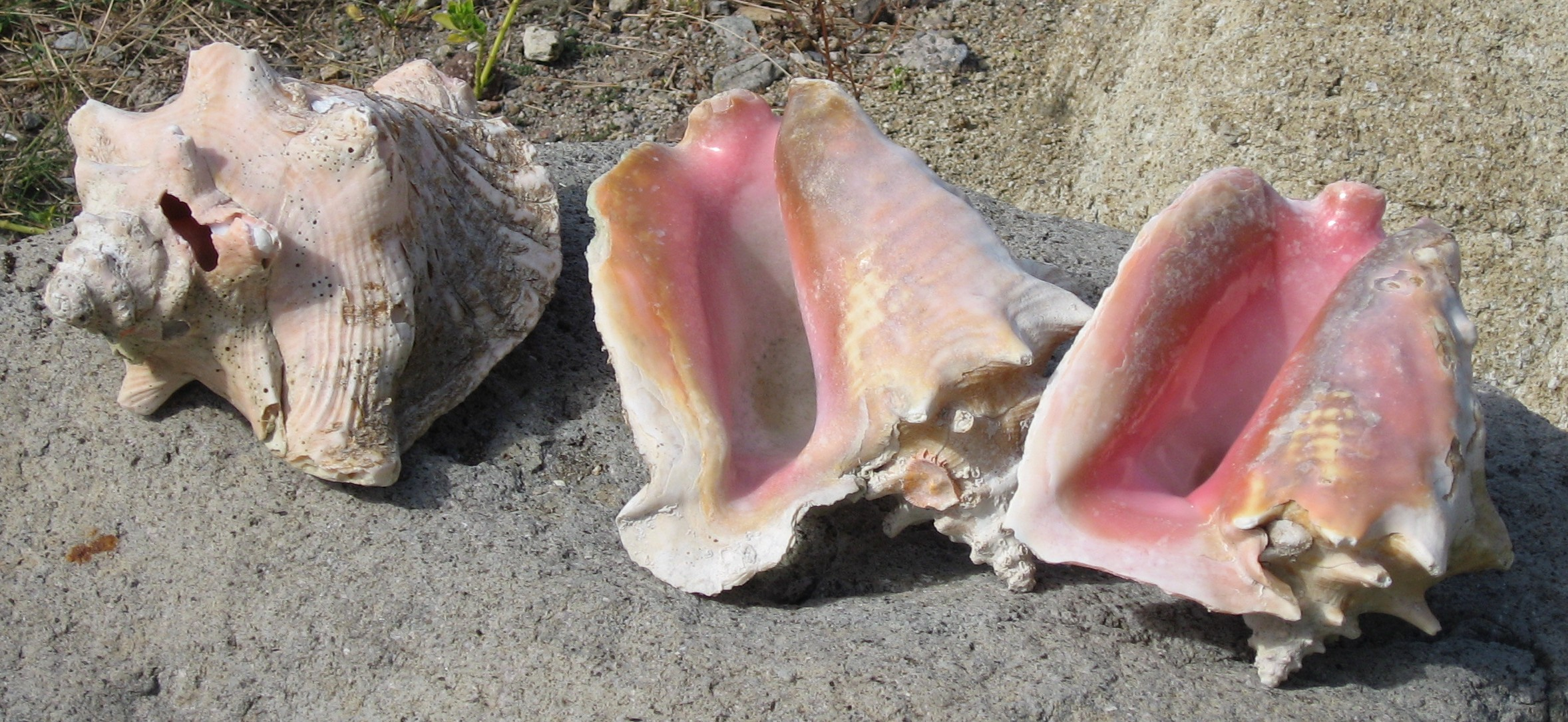
Schelp
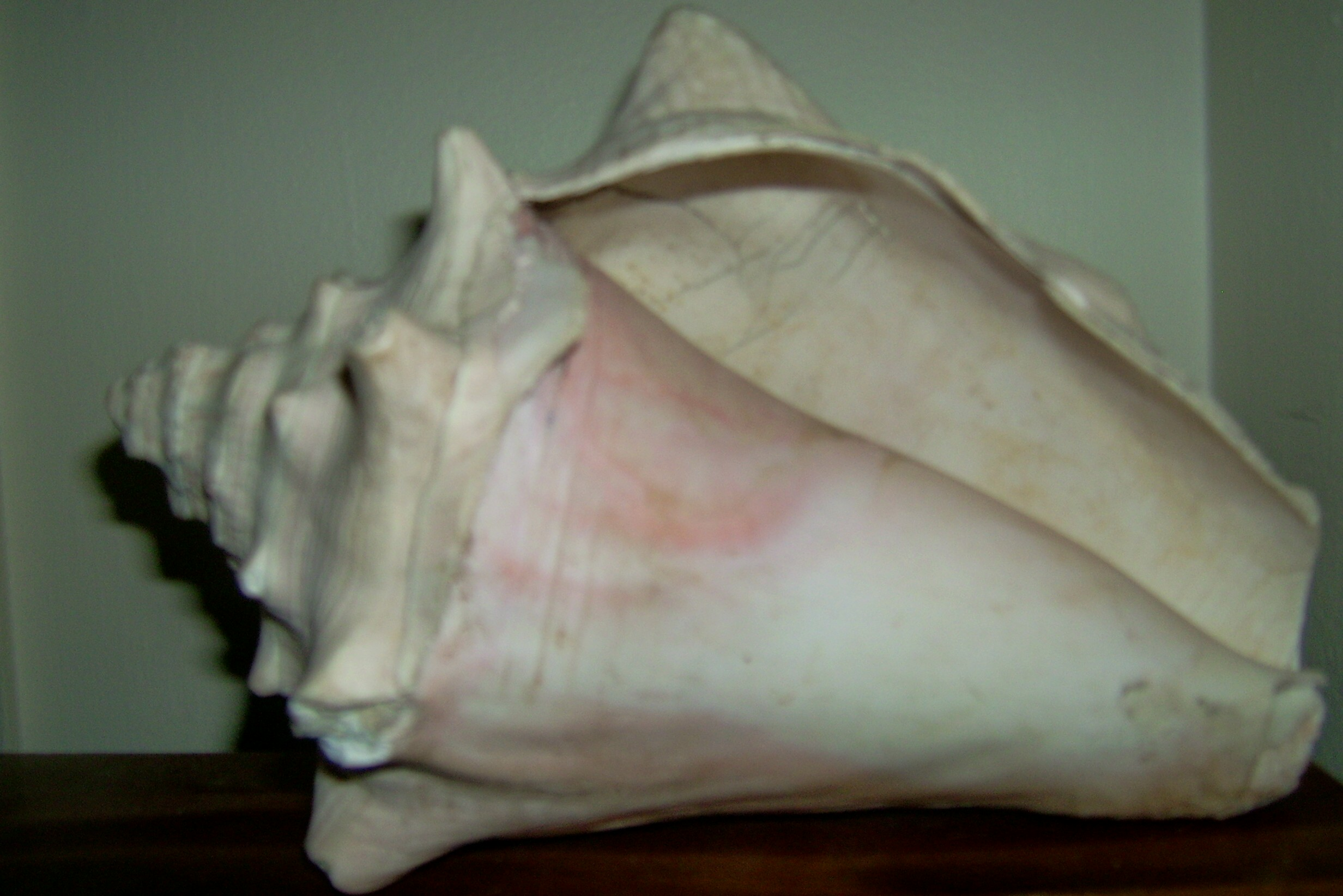
Schelp; de laatste winding (vleugel) is afgebroken